# Вршачка Кула (крепость, Сербия)
Вршачка Кула (серб. Вршачка кула) —  старинная каменная крепость в Сербии. Основана в XV веке. Находится на высоте 399 метров над уровнем моря на высоком холме над городом Вршац, в автономном крае Воеводина, Сербия. Считается частью системы оборонительных сооружений, построенных по инициативе сербского правителя Георгия Бранковича после падения Смедерево. Лучше всего сохранилась цитадель крепости — башня с обширными подземными помещениями. В XX веке после археологических исследований началось восстановление и реставрация валов, зданий, башен и стен.
Крепость не раз переходила из рук в руки и была разрушена в ходе осад. Чаще всего это происходило в течение XVI и XVIII веков. Комплекс находится под охраной государства и с 1948 года объявлен объектом культурного достояния особой важности.

## Общие сведения

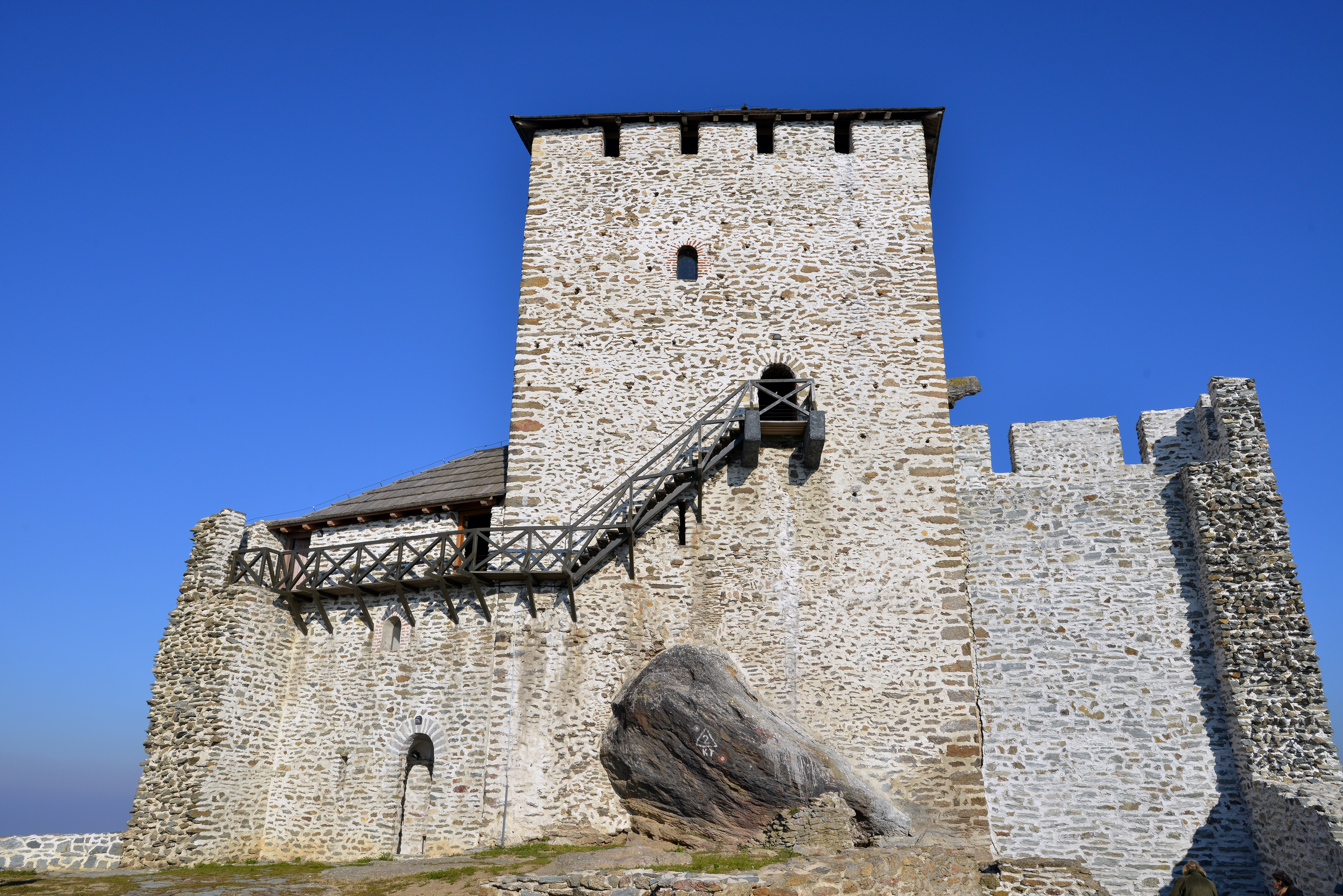
Общий вид цитадели

Крепость имеет вытянутую с запада на восток форму, повторяющую плато на вершине холма. Общая протяжённость комплекса составляет 45 метров в длину и 18 в ширину. Главная башня (донжон) имеет прямоугольное основание и традиционный для средневековых цитаделей высокий вход. Внутрь можно было попасть по деревянной лестнице, которую в случае опасности быстро демонтировали. Высота башни достигает 20 метров. Внутри предусмотрено четыре этажа. Самый верхний, судя по остаткам каминов и дымоходов , использовался как жилое помещение. Предполагается, что цитадель построил Георгий Бранкович (1427–1456) после падения Смедерево и 1439 году. Возводя линию крепостей он старался защиты от османского завоевания свои владений современной Воеводины. Согласно некоторым косвенным сведения, укрепления существовали на месте крепости и ранее. В документах первой половины XIII века оно фигурирует под названием Эрд Шомльо (по-румынски ― Erdesumulu, по-венгерск ― Erdsomlyo, Ersomlyo) или просто Шомльо. Но точное местонахождение старого фориа до сих пор не установлено.

## История

### Ранний период
Первое достоверное упоминание о крепости относится к 1427 году. В письме будущего императора Священной Римской империи Сигизмунда (1387–1439 ) укрепление названо Podvršac. В сообщении говорится, что оно расположено несколько ниже вершины. После того, как армия Османской империи в 1439 году захватила Смедерево и пал Сербский деспотат, началось возведение полноценной каменной крепости. Почти целый век Вршачка Кула оставалась под контролем сербов.

### Под властью турок

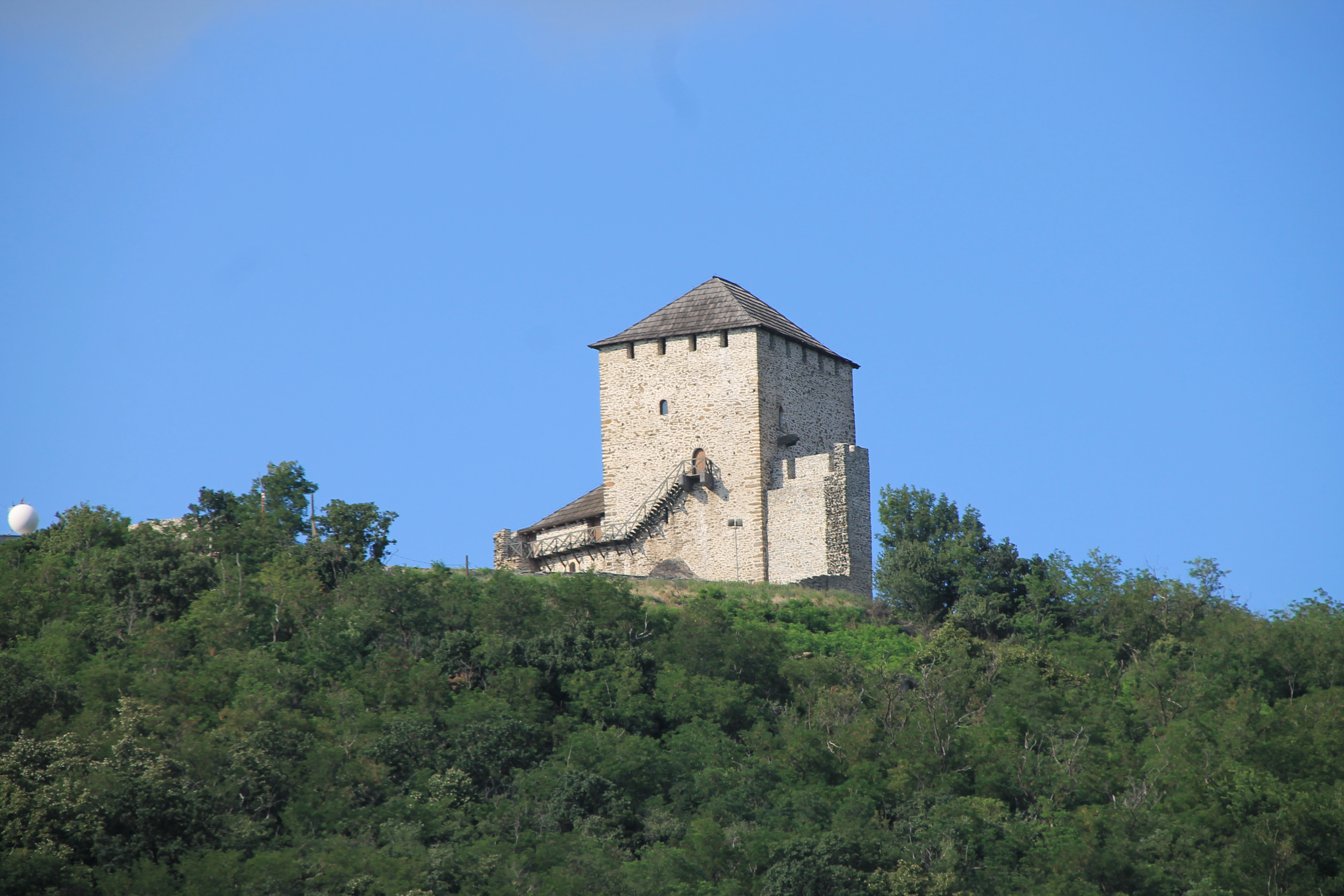
Вид крепостного холма цитадели

Османы захватили крепость и её окрестности в 1552 году. Оккупация с небольшими перерывами продолжалась до 1716 года. Во время османского владычества в этой области в 1594 году произошло великое банатское восстание. Местные сербы при поддержке румынских отрядов на некоторое время освободили Вршац. Восстание было жесткого подавлено. Во время османской осады города произошло полулегендарное событие: турецкий ага вызвал на дуэль сербского князя Янко Лугошана по прозвищу Халабур. Во ходе поединка победу одержал серб. Данный эпизод нашёл своё отражение на гербе города Вршац: над башней видна рука с мечом и отрубленная турецкая голова.

### В составе Австрийской империи
В 1716 году регион стал частью Австрийской империи. Австрийцы разместили в городе свой гарнизон. В 1718 году Вршац стал частью провинции Темешварский банат, столица которого находилась в Тимишоаре. Вероятно, в это время форт утратил своё стратегическое значение и был заброшен. Во всяком случае здесь не построили артиллерийские бастионы, как это произошло с Белградской или Петроварадинской крепостями.

### XX век
С 1918 года город и крепость вошли в состав новообразованного Королевства сербов, хорватов и словенцев (позже переименованного в Югославию).
В 1984 году проводились консервационные и реставрационные работы в главной башне. В 1993 году начались планомерные археологические раскопки всего комплекса, в ходе которых были обнаружены остатки стен, башен и различных зданий. Комплекс пострадал во время обстрелов Югославии войсками НАТО 30 апреля и 12 мая 1999 года расположенного рядом телекоммуникационного передатчика.

### XXI век
4 марта 2009 года власти Сербии приняли решение о полном восстановлении комплекса. В том числе предполагалось воссоздать башни, стены и другие сооружения. Работы началась в 2010 году. На сегодняшний день удалось восстановить цитадель.

## Описание крепости

### Южная часть
Сооружения с южной стороны крепости тянутся по краю плато и состоят из четырёх сегментов, которые, вероятно, построены в разные периоды времени. Основным строительным материалом был колотый камень и щебень. Ширина внешних стен колеблется от 1 до 1,6 метра. В центральной части вала есть шестиугольное отверстие, использовавшееся для отвода дождевых осадков.
Первоначальную высоту стен в этой части можно определить только по сохранившимся фрагментам. Вероятно, стены возвышались на 8–11 метров от основания. Юго-западный угол крепости имеет в основании правильную четырехугольную форму. Ранее здесь возвышалась оборонительная башня.

### Северная часть
Стены и здания в северной части крепости идут от цитадели до полукруглой башни. В восточной части вал полностью разрушен. Внешние стены ранее достигали высоты около 8 метров. С внутренней стороны были построены деревянные переходы для воинов. Скорее всего, в ранний период именно в северной стене находились главные ворота, ведущие внутрь. Вход достигал ширины около 3 метров и был двустворчатой деревянные двери.
Масштабные разрушения в этой части крепости стали следствием Карловацкого мира 1699 года. В то время Габсбургской монархии принадлежала вся Венгрия без Баната. Одним из пунктов мирного соглашения значилось разрушение всех крепостей региона, кроме фортификационных объектов Тимишоары и Арада. Взрыв стен, скорее всего, был произведён летом 1701 года. Работами руководил граф Вильфганг фон Квелинген.

### Восточные
Восточная часть крепости состоит из двух частей. Ширина достигает почти двух метров. К угловой башне примыкали южная и северная стены.

### Внутренний двор

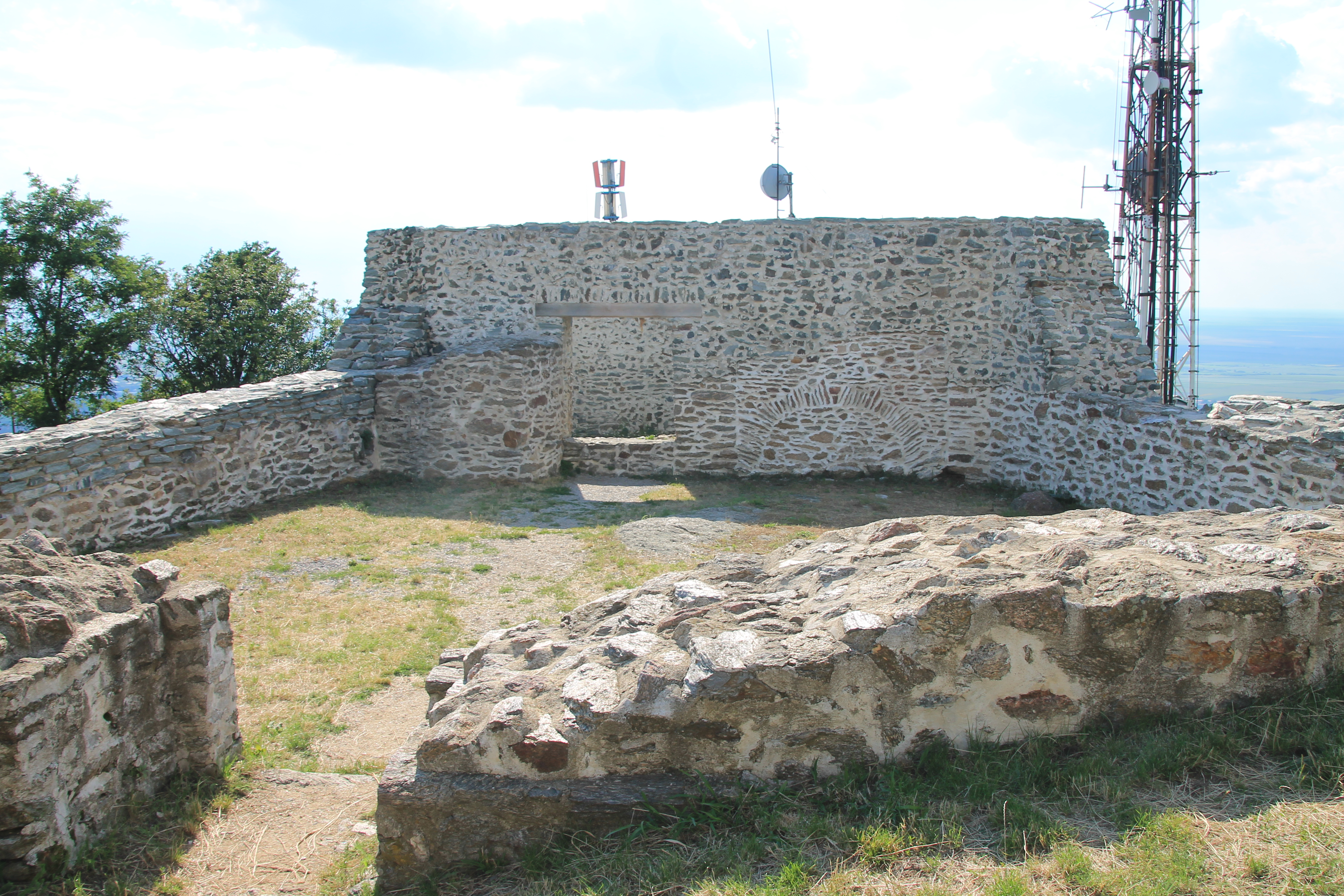
Внутренний двор крепости

Внутреннее пространство крепости состоит из восточного и западного дворов, разделённых 18-метровой стеной. После 1552 года турки использовали только цитадель и восточный двор, а западная часть комплекса была заброшена.

### Цитадель
Главная башня находится в восточной части крепости. Это сооружение одновременно служило и наблюдательной вышкой, так как отсюда открывается прекрасный обзор окрестных территорий на многие километры. Основание башни имеет прямоугольную форму, а его высота составляет 19,85 метра. Стены сложены из массивных валунов, искусно подобранных друг к другу. Основание дополнительно укреплено контрфорсами.
Стены имеют среднюю толщину 2,50 метра. Обрабатывались только угловые блоки. В разных частях предусмотрены бойницы для ведения прицельной стрельбы по врагу. Наибольшее их число имеется с западной стороны. Поверхность стен была оштукатурена, что защищало кладку от непогоды.
Внутреннее пространство разделено на три этажа, которые соединены деревянными лестницами. Самый нижний этаж использовался как склад. Единственный вход находится на высоте около 1,70 метра над поверхностью земли. Изнутри входная дверь запиралась мощным засовом. На втором этаже в юго-восточной части сохранилась кирпичная печь с двумя топками. Возможно здесь проживали солдаты гарнизона. Третий этаж предназначался для командира или знатных гостей. Вершину башни венчает коническая крыша, покрытая дранкой.

### Полукруглая башня
Башня имеет в основании полукруг диаметром около 10 метров. Её высота ранее составляла не менее 8 метров. Здесь, как и в донжон, для безопасности был предусмотрен высокий вход, расположенный на значительной расстоянии от поверхности земли. Полукруглая башня изначально не имела стены со стороны двора. Внутри она была разделена на два этажа, связанных деревянной лестницей. На первом этаже сохранились остатки камина.

### Жилая резиденция
Бывшая господская резиденция имеет в основании форму неправильного прямоугольника, размерами около 19 х 5,2 метра. Южная стена являлась одновременно внешней стеной всей крепости. Фрагменты из кирпичной кладки на некоторых участках свидетельствуют о ремонте здания после повреждений, произошедших в 1456 году, когда крепость была захвачен турками. Резиденция состояла из двух этажей. Жилые помещения располагались на втором этаже.

### Цистерна
Крепость не имела колодца, поэтому в юго-восточном части комплекса для хранения запасов воды была предусмотрена цистерна. Высота её стен достигает 2,2 метра, а глубина от уровня земли составляет 3,2 метра. Диаметр цистерны ― 6,5 метра. Она заполнялась во время дождей и позволяла хранить значительный объём воды, которого хватало для самых разных нужд. Сверху цистерна закрывалась деревянным щитом.

### Захоронения
В центральной части двора обнаружено шесть могил, которые, как полагают, относятся ко времени, когда замок находился под властью турок. Один из найденных скелетов женский, а остальные — мужские.

## Современное использование
Врачка Кула является популярной достопримечательностью региона. Круглый год крепость открыта для посещения. Здесь регулярно проводятся исторические реконструкции и культурные мероприятия.

## Галерея

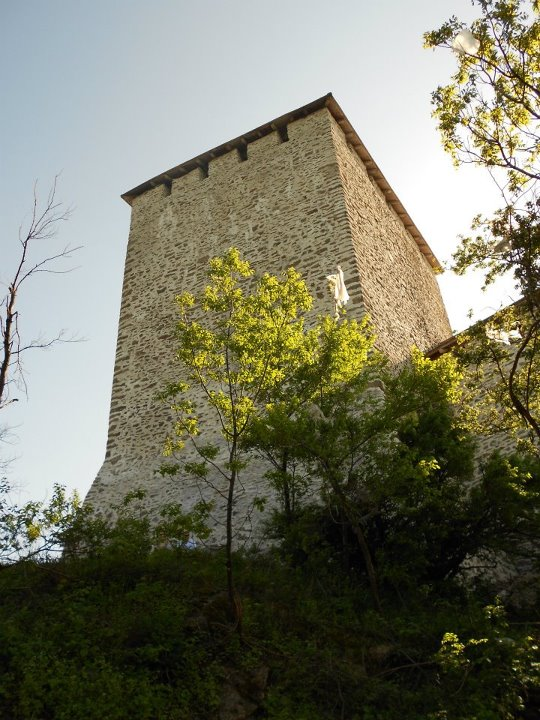
Вид главной башни снизу
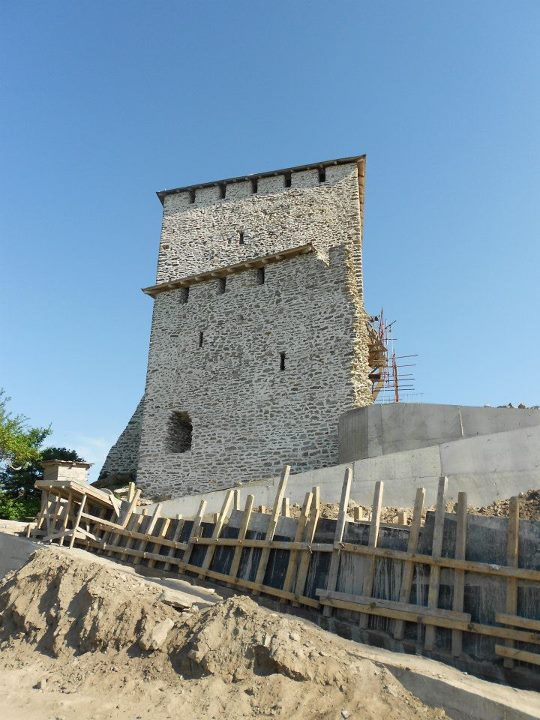
Изградња прилазног пута и рампе ка Вршачком замку, 1. мај 2012.
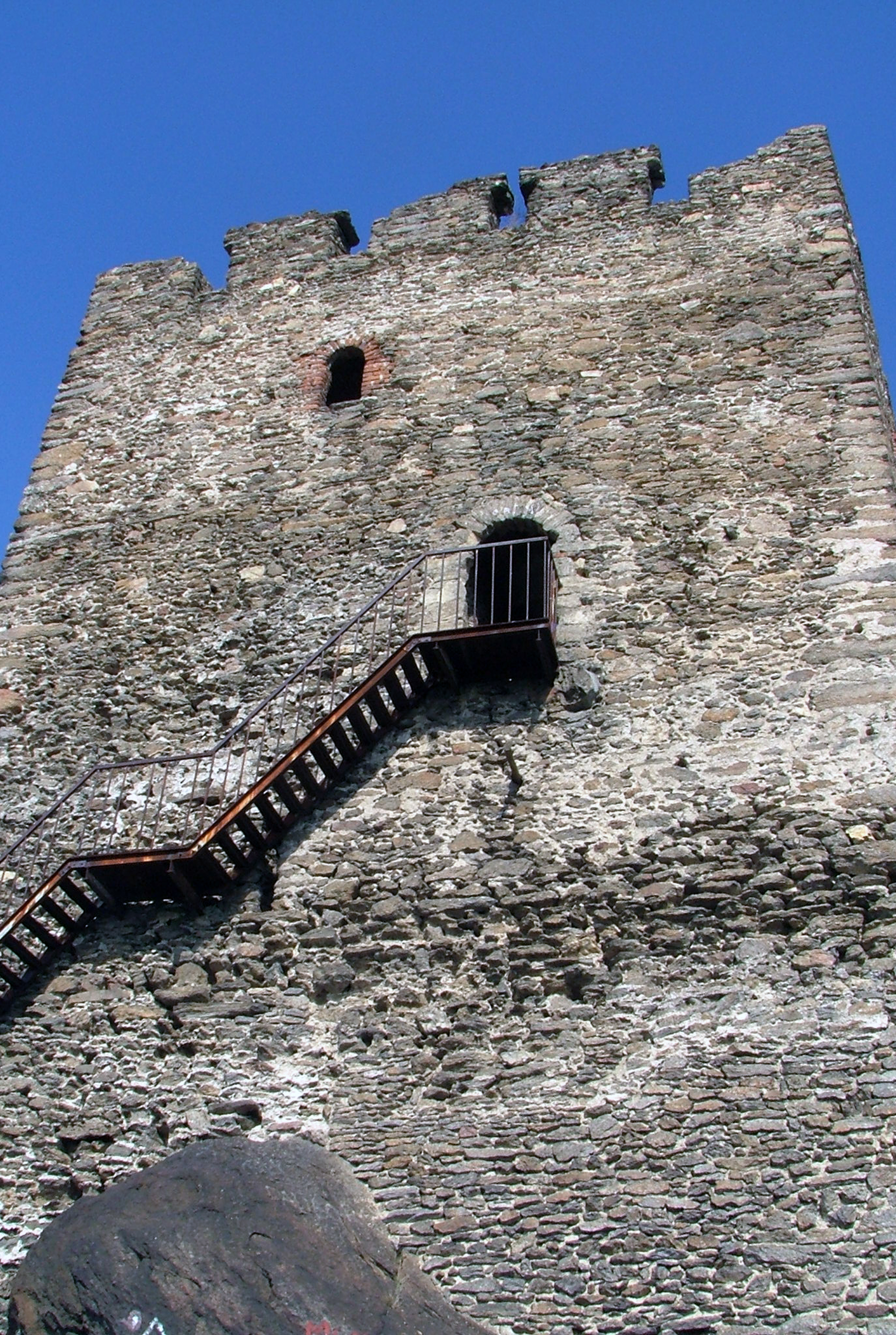
Высокий вход в квадратную башню
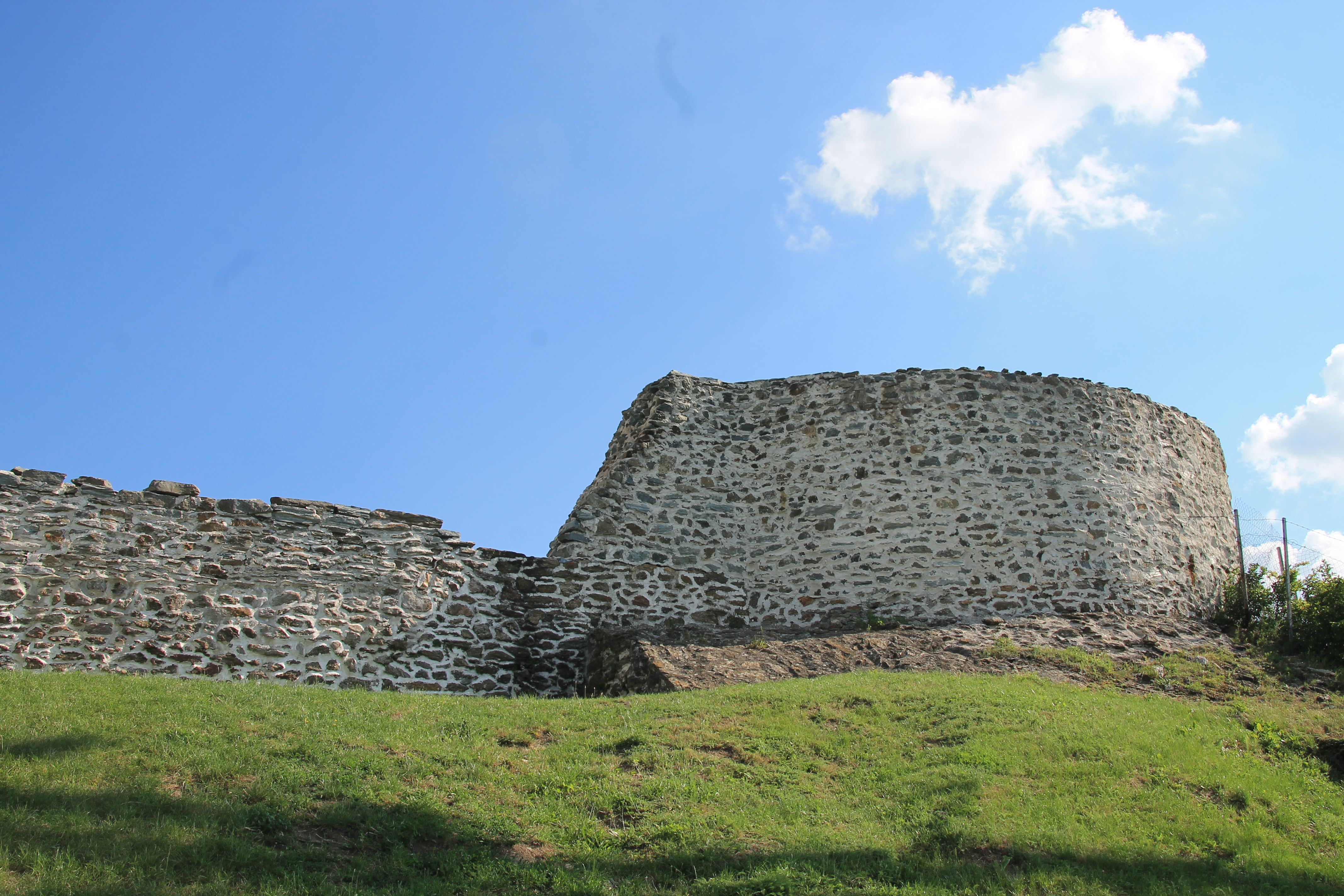
Остатки полукруглой башни
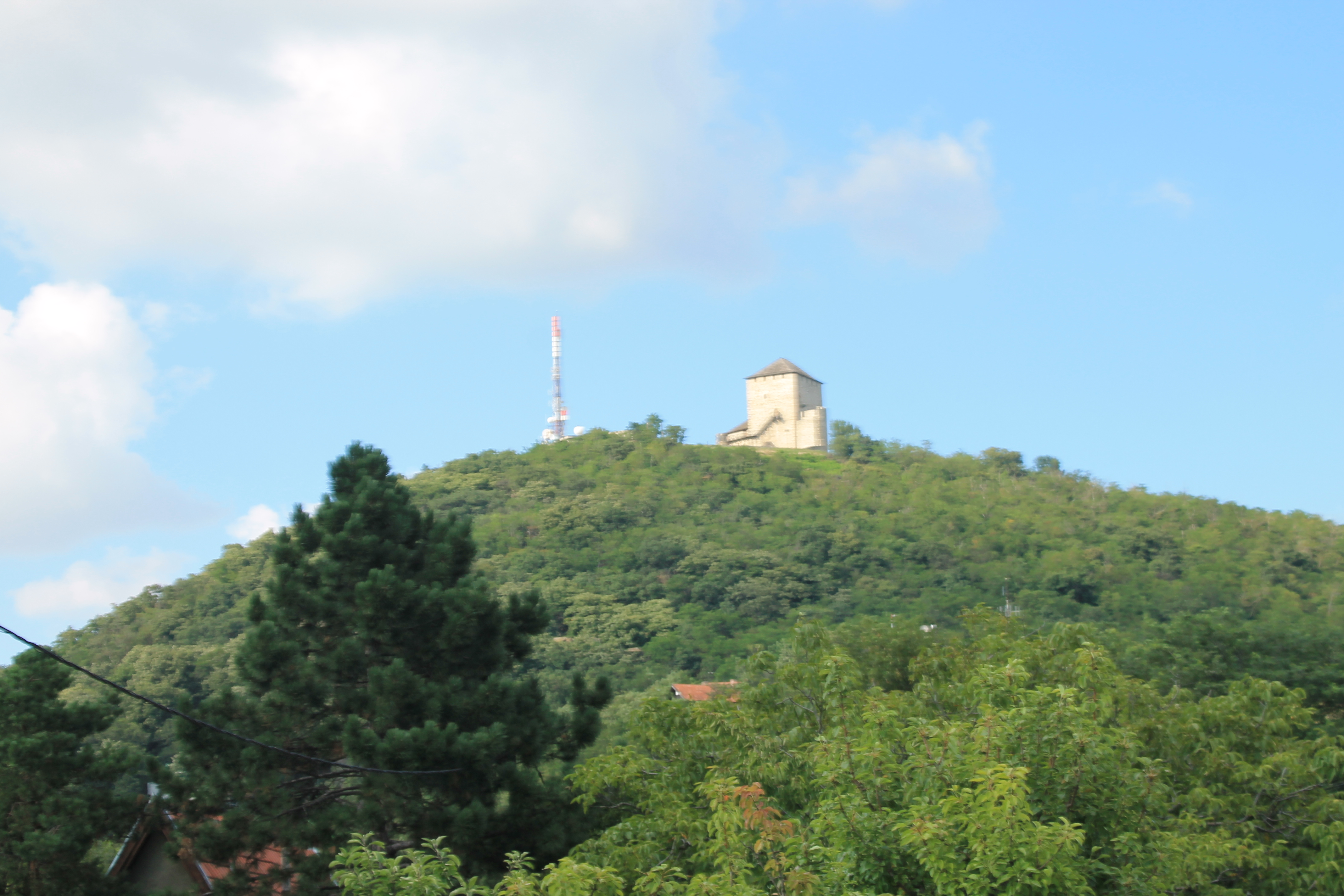
Вид цитадели со стороны города